# Spathiphyllum schlechteri
Spathiphyllum schlechteri är en kallaväxtart som först beskrevs av Adolf Engler och Kurt Krause, och fick sitt nu gällande namn av Dan Henry Nicolson. Spathiphyllum schlechteri ingår i släktet Spathiphyllum och familjen kallaväxter. Inga underarter finns listade.